# Helen Keller
Helen Adams Keller (ur. 27 czerwca 1880 w Tuscumbii, zm. 1 czerwca 1968 w Westport) – amerykańska głuchoniewidoma pisarka, pedagog i działaczka społeczna. Była pierwszą osobą głuchą, która uzyskała tytuł Bachelor of Arts. Historia Helen Keller i jej nauczycielki, Anne Sullivan, stała się sławna dzięki autobiografii Helen Keller, „Historia mojego życia” oraz jej adaptacji filmowej, „Cudotwórczyni”. W miejscu jej domu rodzinnego w West Tuscumbia, w Alabamie, znajduje się obecnie muzeum i organizowany jest dorocznie Dzień Helen Keller. Dzień jej urodzin, 27 czerwca, obchodzony jest w Pensylwanii jako Dzień Helen Keller, a stulecie jej urodzin zostało uczczone proklamacją prezydenta Jimmy’ego Cartera.
W 1964 prezydent Lyndon B. Johnson odznaczył ją Prezydenckim Medalem Wolności. W 1971 została zaliczona do Alabama Women’s Hall of Fame, a wraz z utworzeniem Alabama Writers Hall of Fame jej nazwisko znalazło się tam jako jedno z pierwszych dwunastu.

## Życiorys

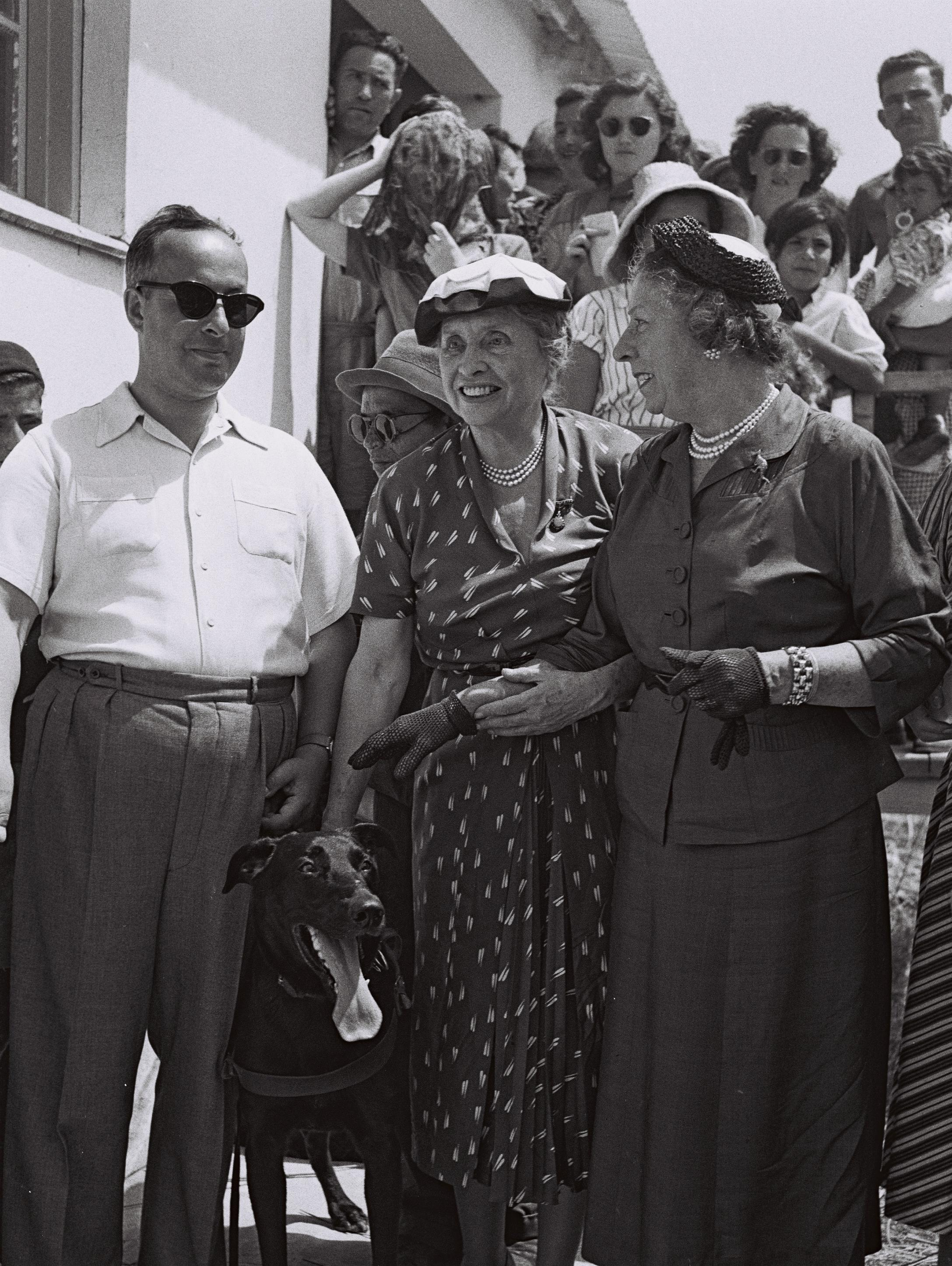
Helen Keller, 1952

Helen Adams Keller urodziła się 27 czerwca 1880 w Tuscumbia, Alabama. Jej rodzina mieszkała w gospodarstwie Ivy Green, które dziadek Heleny zbudował dziesiątki lat wcześniej. Miała czworo rodzeństwa: Mildred Campbell (Keller) Tyson i Phillip Brooks Keller oraz dwóch starszych przyrodnich braci z wcześniejszego małżeństwa ojca, Jamesa McDonalda Kellera i Williama Simpsona Kellera.
Jej ojciec, Arthur Henley Keller (1836–1896), spędził wiele lat jako redaktor „Tuscumbia North Alabamian” i służył jako kapitan w Armii Konfederacji. Jej matka, Catherine Everett (Adams) Keller (1856–1921), znana jako „Kate”, była córką Charlesa W. Adamsa, generała konfederatów. Jej ojcowski rodowód wywodzi się od Caspera Kellera, pochodzącego ze Szwajcarii. Jeden ze szwajcarskich przodków Helen był pierwszym nauczycielem głuchych w Zurychu. Keller zastanawiała się nad tym zbiegiem okoliczności w swojej pierwszej autobiografii, stwierdzając, że „nie ma króla, który nie miał niewolnika wśród swoich przodków i żadnego niewolnika, który nie miał króla wśród swoich”.
W wieku 19 miesięcy Keller zachorowała na nieznaną chorobę opisywaną przez lekarzy jako „ostre przekrwienie żołądka i mózgu”, które mogły być szkarlatyną lub zapaleniem opon mózgowych. Choroba sprawiła, że była zarówno głucha, jak i niewidoma. Żyła, jak wspomniała w swojej autobiografii, „na morzu w gęstej mgle”.
W tym czasie Keller umiała się trochę porozumiewać z Martą Washington, sześcioletnią córką rodzinnego kucharza, która zrozumiała jej znaki. W wieku siedmiu lat, Keller miała ponad 60 domowych znaków do komunikowania się z rodziną i potrafiła odróżnić ludzi poprzez wibracje ich kroków.
W 1886 r. matka Helen Keller, zainspirowana amerykańskimi notatkami Charlesa Dickensa o udanej edukacji innej głuchej i niewidomej kobiety, Laury Bridgman, wysłała młodą Helenę, w towarzystwie ojca, do lekarza J. Juliana Chisolma, specjalisty ds. oczu, uszu, nosa i gardła w Baltimore, w celu uzyskania pomocy. Chisolm skierował Keller do Alexandra Grahama Bella, który wówczas pracował z głuchymi dziećmi. Bell poradził im, aby skontaktowali się z Instytutem Perkinsa dla Niewidomych, szkołą, w której kształciła się Bridgman. Michael Anagnos, dyrektor szkoły, poprosił 20-letnią byłą niedowidzącą studentkę Anne Sullivan o zostanie instruktorką Heleny Keller. Był to początek 49-letniej relacji, w trakcie której Sullivan była guwernantką Helen Keller, a z czasem jej towarzyszką i przyjaciółką.
Pod opieką Sullivan Helen robiła ogromne postępy. Nauczyła się alfabetu Braille’a i studiowała w Horace Mann School for the Deaf (w Bostonie). Uzyskała bakalaureat magna cum laude w Radcliffe College i zdobyła znajomość kilku języków. Prowadziła działalność naukową i społeczną.
Helen Keller poświęciła życie innym osobom niepełnosprawnym. Napisała wiele książek, z których najsławniejsza to The Story of My Life (1902), wydana po polsku w 1904 pt. Historia mego życia.
Keller angażowała się w wiele inicjatyw społeczno-politycznych. Była członkinią Socjalistycznej Partii Ameryki i związku zawodowego Robotników Przemysłowych Świata. Działała na rzecz praw wyborczych kobiet, praw pracowniczych, socjalizmu i antymilitaryzmu.
Pochowana w Katedrze Narodowej w Waszyngtonie.
Sztuka Williama Gibsona oparta na życiu Keller i Sullivan zdobyła Nagrodę Tony (1960), została też sfilmowana (po raz pierwszy w 1962 – Cudotwórczyni).